# Kirche der Fürbitte der Mutter Gottes (Jassenewo)

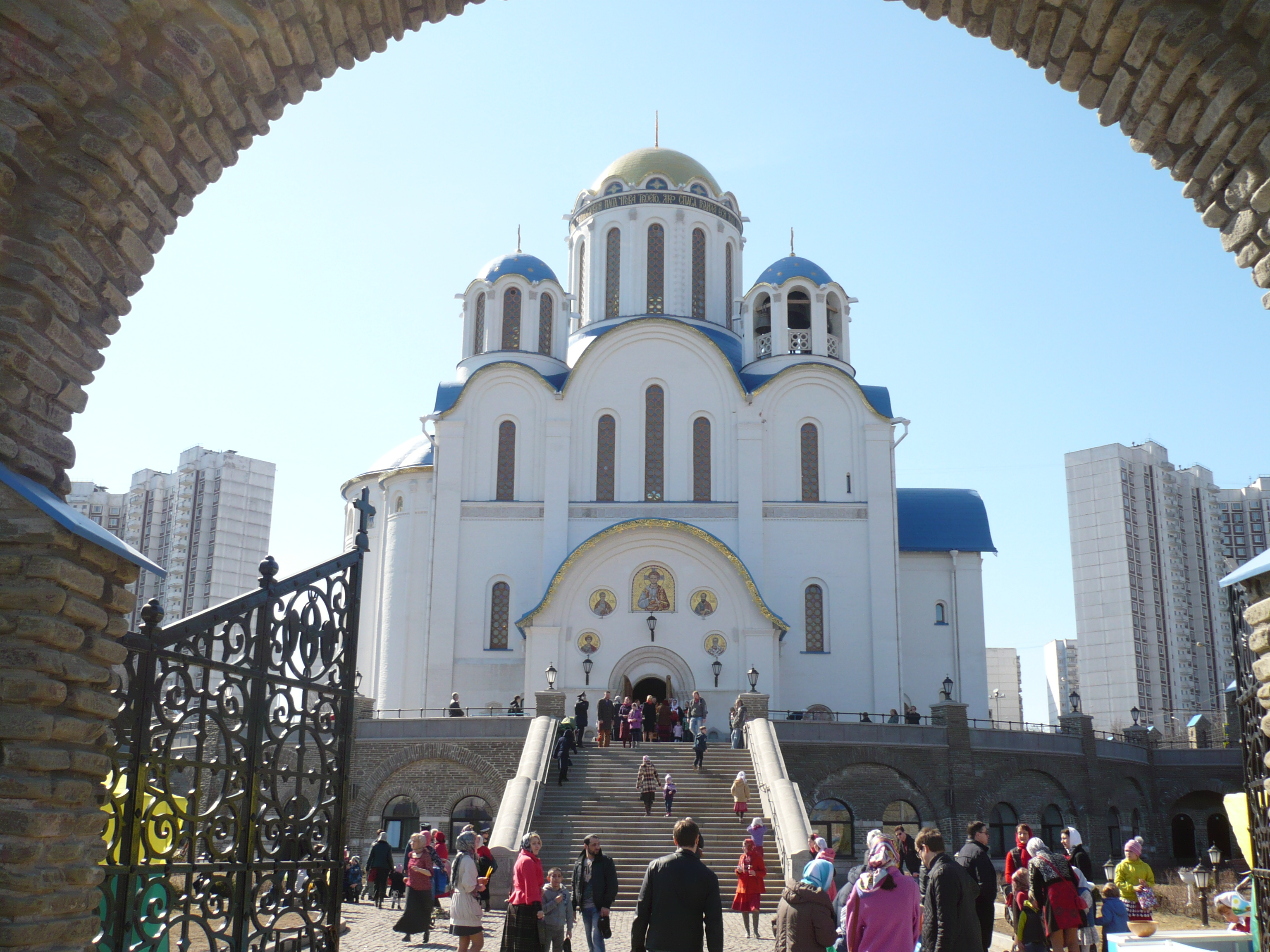

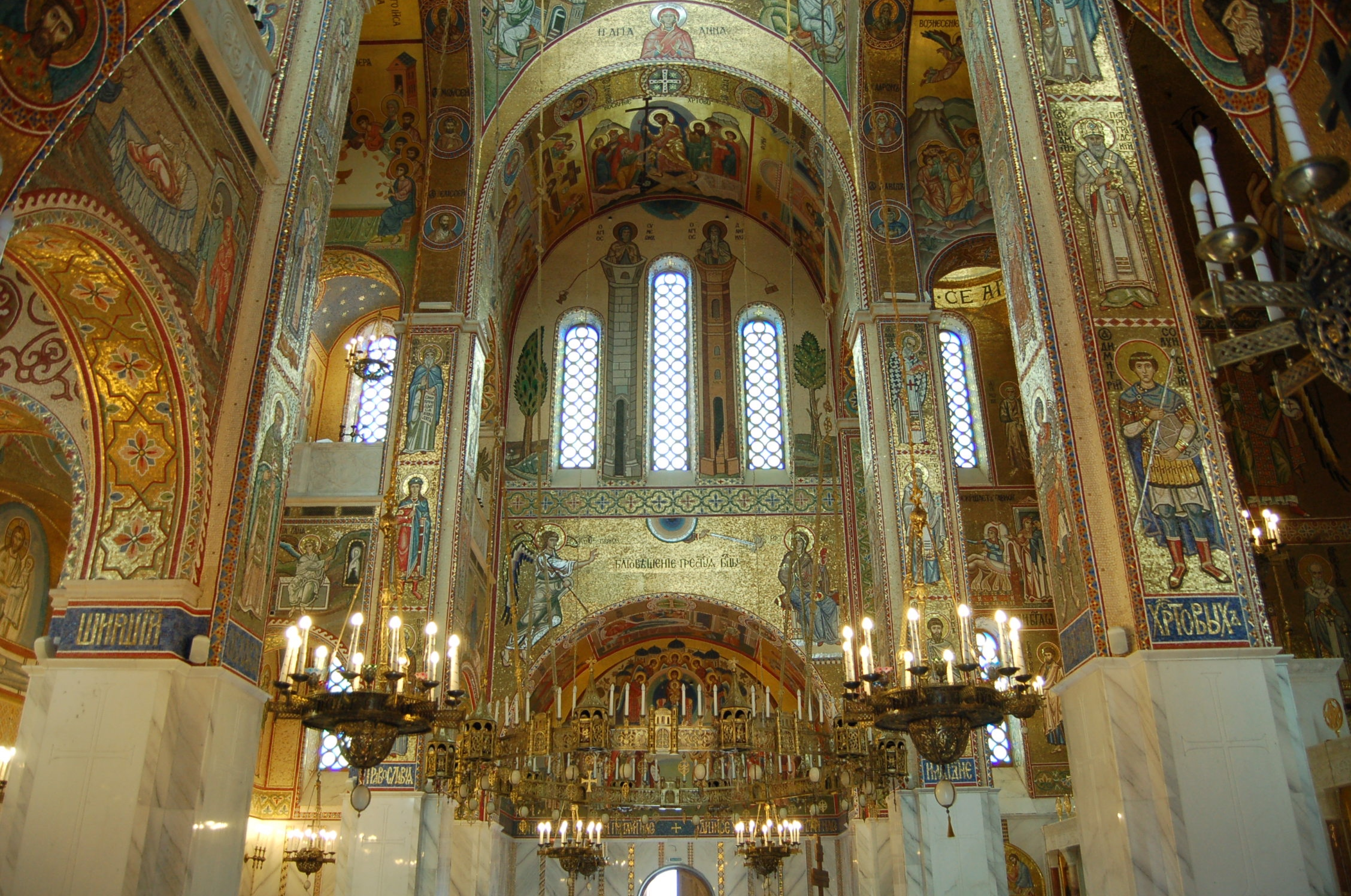

Die Kirche der Fürbitte der Mutter Gottes zu Jasenewo (russisch Храм Покрова́ Пресвято́й Богоро́дицы в Я́сеневе) ist eine im Moskauer Stadtteil Jassenewo im Südwestlichen Verwaltungsbezirk gelegene russisch-orthodoxe Kirche der Eparchie Moskau.

## Geschichte
Vor der Errichtung dieser Kirche befanden sich im bevölkerungsreichsten Stadtteil Jassenewo nur zwei kleinere Kirchen – die Kirche Peter und Paul sowie die Kirche der Gottesmutter-Ikone von Kasan zu Uskoje. Schon 2001 wurde entschieden, eine neue große Kirche zu errichten. Diese sollte dem Patrozinium Mariä Schutz und Fürbitte unterstellt und in besonderer Weise dem Gedenken russischer Soldaten gewidmet werden. Nach der Lehre der russisch-orthodoxen Kirche steht die Russische Armee unter dem Schutz der Gottesmutter. Am 21. September 2008 begann mit einer Kreuzprozession die Errichtung der Kirche. Am 30. Juni 2009 wurde durch Patriarch Kyrill I. der Grundstein gelegt. Die Kirche wurde mit Spenden aus der Bevölkerung finanziert, insgesamt spendeten mehr als eine halbe Million Gläubige. Am 27. Dezember 2015 wurde die Kirche durch den Patriarchen geweiht.

## Beschreibung
Die Kirche der Fürbitte der Mutter Gottes wurde in der Byzantinischen Bautradition des 11. bis 12. Jahrhunderts errichtet. Sie ist eine fünfköpfige Kreuzkuppelkirche, deren Hauptkuppel vergoldet ist. Ihre Höhe mit dem Kreuz beträgt 36 Meter. Zwei westliche Türme dienen als Glockentürme. Das Geläut besteht aus 12 Glocken, die größte wiegt 4500 kg. Die Innenwände der Kirche sind mit Mosaiken ausgekleidet. Eine Gesamtfläche der Mosaiken beträgt annähernd 2500 Quadratmeter. Die Kirche bietet Platz für 800 Gottesdienstbesucher.